# Scott Zwizanski

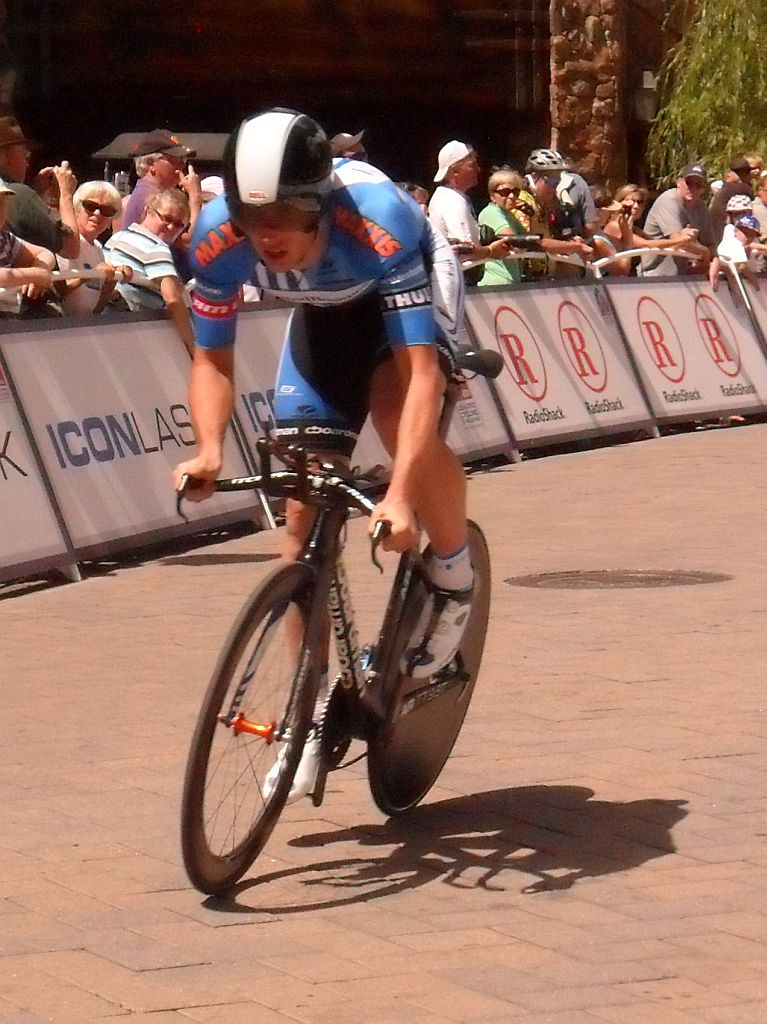
Scott Zwizanski

Scott Zwizanski (West Chester, 29 mei 1977) is een Amerikaans wielrenner.

## Belangrijkste overwinningen
2007
- 5e etappe Tour of Southland

2009
- 4e etappe deel a en eindklassement Tour de Beauce
- 7e etappe en eindklassement Ronde van Uruguay

2010
- Tijdrit Nature Valley Grand Prix

2013
- 2e en 3e etappe en eindklassement Tour de Millersburg

2014
- Tour of the Battenkill

## Ploegen
- 2004 - Ofoto-Lombardi Sports
- 2005 - Kodak Easyshare Gallery-Sierra Nevada Pro Cycling
- 2006 - Kodakgallery.com - Sierra Nevada Pro Cycling
- 2007 - Priority Health Cycling Team presented by Bissell
- 2008 - Bissell Pro Cycling Team
- 2009 - Kelly Benefit Strategies
- 2010 - Kelly Benefit Strategies
- 2011 - Unitedhealthcare Pro Cycling
- 2012 - Team Optum-Kelly Benefit Strategies